# Bela Cerkev
Bela Cerkev je naselje v Občini Šmarješke Toplice.